# Торреальба, Бриан
Бриан Торреальба (исп. Brian Torrealba; 14 июля 1997 года, Ранкагуа, Чили) — чилийский футболист, играющий на позиции защитника. Ныне выступает за чилийский клуб «О'Хиггинс».

## Клубная карьера
Бриан - воспитанник чилийского клуба «О'Хиггинс». С 2015 года является игроком основной команды. 7 ноября 2015 года дебютировал в поединке чилийского чемпионата против «Коло-Коло», выйдя в стартовом составе и проведя на поле весь матч. С тех пор является основным защитником, всегда включается в состав первоначальных одиннадцати игроков. Всего на данный момент провёл за клуб 19 поединков. В своей первой Клаусуре помог клубу занять третье место.

## Карьера в сборной
В 2015 году участвовал в чемпионате Южной Америки среди молодёжных команд, был в заявке, однако на поле не появлялся, проведя все игры на скамейке запасных.